# Torogó
El poble de Torogó pertany a l'antic terme d'Espluga de Serra, agregat el 1970 al terme municipal de Tremp.
L'església, Sant Climent de Torogó fou l'església d'un priorat depenent del monestir d'Alaó. Tot i que hi ha poca documentació sobre Torogó, ja apareix en un document el 838. El 974 l'església de sant Climent consta com a santuari, i el 984 acollí un priorat d'Alaó. El 1981 tenia tan sols 3 habitants, que han quedat reduïts a 2 el 2006.

## Etimologia
Torogó és un topònim documentat des d'antic (segle ix), i que Joan Coromines (op. cit.) relaciona amb Tragó, nom de dos pobles relativament propers, un a la vall de la Noguera Ribagorçana i l'altre a la del Segre. El seu origen està emparentat amb l'ètim llatí que també dona dragó, a partir del significat de devorar (a partir d'una comparació o metàfora, aplicat a un lloc que sembla que hagi estat devorat per una força sobrenatural, com una balma o cova de les que abunden en aquest territori.